# Lực quán tính
Lực quán tính, hay còn gọi là lực ảo, là một lực xuất hiện và tác động lên mọi khối lượng trong một hệ quy chiếu phi quán tính, như là hệ quy chiếu quay.
Lực quán tính {\displaystyle {\vec {F}}} không xuất phát từ bất kỳ tương tác vật lý nào mà là từ gia tốc {\displaystyle {\vec {a}}} tự xuất hiện trong hệ quy chiếu phi quán tính. Dựa vào định luật 2 Newton {\displaystyle {\vec {F}}=m{\vec {a}}}, lực quán tính luôn tỉ lệ thuận với khối lượng {\displaystyle m} tác động vào.
Một lực quán tính xuất hiện khi một hệ quy chiếu có gia tốc so với một hệ quy chiếu khác. Một hệ quy chiếu có thể được gia tốc theo bất kỳ cách nào, nên lực quán tính cũng là tùy ý (nhưng phải phụ thuộc vào gia tốc của hệ quy chiếu). Tuy nhiên, bốn lực quán tính đã được định nghĩa theo những cách gia tốc thường xảy ra: một lực gây ra bởi bất kỳ gia tốc tương đối theo một đường thẳng (lực quán tính tịnh tiến), hai lực gây ra từ bất kỳ chuyển động quay nào (lực quán tính ly tâm và lực Coriolis) và lực cuối, còn gọi là lực Euler, gây ra bởi sự thay đổi tốc độ quay.

## Lực quán tính trong các hệ quy chiếu phi quán tính

### Trong hệ quy chiếu chỉ có gia tốc tịnh tiến
Gọi hệ quy chiếu {\displaystyle K'} là hệ quy chiếu phi quán tính chuyển động có gia tốc tịnh tiến {\displaystyle {\vec {a}}} so với hệ quy chiếu quán tính {\displaystyle K}, mọi khối lượng {\displaystyle m} trong hệ quy chiếu {\displaystyle K'} phải chịu tác động của lực quán tính tịnh tiến {\displaystyle {\vec {F}}_{inertial}}:
{\displaystyle {\vec {F}}_{inertial}=-m{\vec {a}}}

### Trong hệ quy chiếu chỉ có chuyển động quay
Bài chi tiết : Hệ quy chiếu quay
Trong một hệ quy chiếu quay có tốc độ góc là {\displaystyle {\vec {\Omega }}} so với hệ quy chiếu quán tính, mọi khối lượng {\displaystyle m} phải chịu tác động của 3 lực quán tính còn lại:
- Lực Coriolis

{\displaystyle {\vec {F}}_{Coriolis}=-2m{\vec {\Omega }}\times {\vec {v}}_{r}}
với {\displaystyle {\vec {v}}_{r}} là vectơ vận tốc của vật trong hệ quy chiếu quay.
- Lực quán tính ly tâm

{\displaystyle {\vec {F}}_{centrifugal}=-m{\vec {\Omega }}\times ({\vec {\Omega }}\times {\vec {r}})}
với {\displaystyle {\vec {r}}} là vectơ bán kính của vật trong hệ quy chiếu quay.
- và Lực Euler

{\displaystyle {\vec {F}}_{Euler}=-m{\frac {d{\vec {\Omega }}}{dt}}\times {\vec {r}}}
với {\displaystyle {\frac {d{\vec {\Omega }}}{dt}}} là sự thay đổi vectơ tốc độ góc {\displaystyle {\vec {\Omega }}} theo thời gian.

### Trong hệ quy chiếu tổng quát
Với một hệ quy chiếu phi quán tính {\displaystyle K'} quay với vectơ tốc độ góc {\displaystyle {\vec {\Omega }}} và tịnh tiến với gia tốc {\displaystyle {\vec {a}}} so với hệ quy chiếu quán tính {\displaystyle K}, mọi khối lượng {\displaystyle m} phải chịu tác động của 4 lực quán tính trên.
Gọi {\displaystyle {\vec {F}}_{i}} là tổng lực tác động lên vật trong hệ quy chiếu quán tính {\displaystyle K} và {\displaystyle {\vec {F}}_{r}} là tổng lực tác động lên vật trong hệ quy chiếu phi quán tính {\displaystyle K'}, chúng ta có phương trình:
{\displaystyle {\vec {F}}_{r}={\vec {F}}_{i}+{\vec {F}}_{inertial}+{\vec {F}}_{Coriolis}+{\vec {F}}_{centrifugal}+{\vec {F}}_{Euler}}